# Your Filthy Little Mouth
Your Filthy Little Mouth ist das vierte Album von David Lee Roth und das letzte, das Roth bei Warner Bros. veröffentlichen konnte.

## Entstehungsgeschichte
Das Nachfolgealbum zu A Little Ain't Enough wurde im Aufnahmestudio »The Hit Factory« in New York City aufgenommen und von Nile Rodgers (Chic) produziert. Für das Duett Cheatin' Heart Café konnte Travis Tritt gewonnen werden, außerdem war eine Coverversion enthalten, nämlich Night Life. Der 1962 geschriebene Titel war unter anderem von B. B. King, Willie Nelson, Aretha Franklin, Marvin Gaye und, in abgewandelter und umgeschriebener Form, von Foreigner für das Album »4« aufgenommen worden.
Als Single wurde She's my Machine veröffentlicht, der Titel konnte sich jedoch nicht in den Hot 100 platzieren. Auf der B-Seite der Single erschien das nicht für das Album verwendete Stück Mississippi Power.

## Titelliste
1. She's My Machine (Byrom/Neuhauser/David Lee Roth) – 3:53
2. Everybody's Got the Monkey (Hunting/Roth/Simes) – 3:01
3. Big Train (Kilgore/Roth/Sturges) – 4:14
4. Experience (Kilgore/Roth) – 5:54
5. A Little Luck (Anderson/Hunter/Roth) – 4:40
6. Cheatin' Heart Cafe (Kilgore/Roth) – 4:06
7. Hey, You Never Know (Kilgore/Roth) – 2:46
8. No Big 'Ting (Kilgore/Roth) – 4:51
9. You're Breathin' It (Hilton/Kilgore/Roth) – 3:46
10. Your Filthy Little Mouth (Kilgore/Roth) – 3:02
11. Land’s Edge (Kilgore/Roth) – 3:12
12. Night Life (Breeland/Buskirk/Nelson) – 3:35
13. Sunburn (Kilgore/Roth) – 4:42
14. You're Breathin' It [Urban NYC Mix] (Kilgore/Roth) – 4:13

## Beteiligte Musiker
- David Lee Roth: Gesang
- Travis Tritt: Gesang auf Cheatin' Heart Café
- Terry Kilgore: Gitarre
- John Regan: Bass
- Tony Beard: Schlagzeug
- Larry Aberman: Schlagzeug
- Ray Brinker: Schlagzeug
- Steve Hunter: Gitarre auf A Little Luck
- Richard Hilton: Keyboard

## Charts und Auszeichnungen
Your Filthy Little Mouth erreichte Platz 78 der Billboard 200 und konnte sich dort zwei Wochen halten. Das Album gewann keinerlei Auszeichnungen.